# 崔成雄
崔 成雄（チェ・ソンウン、朝鮮語: 최성웅、1920年 - 1989年1月27日）は、大韓民国のジャーナリスト、政治家。第2代韓国国会議員。

## 経歴
慶南密陽出身。早稲田大学卒。大東新聞（大同新聞）密陽支局長、大韓青年団（韓国青年団）密陽郡団長、孤児院長を務めた。

## エピソード
国会議員在任中は郷校財産管理法案を提出した。
5・26政治波動の時、憲兵司令官の元容徳将軍の胸ぐらを掴んで「お前国会議員か」と言った。